# Antiguraleus pedicus
Antiguraleus pedicus é uma espécie de gastrópode do gênero Antiguraleus, pertencente a família Mangeliidae.